# Kommandantenhaus
Kommandantenhaus (także: Kommandantur, Alte Kommandantur; pol. „Komendantura”, „Stara Komendantura”) – neorenesansowy budynek, znajdujący się w Berlinie, w dzielnicy Mitte, przy alei Unter den Linden. Jest siedzibą berlińskiego przedstawicielstwa koncernu medialnego Bertelsmann.

## Historia
Po zniszczeniach wojny trzydziestoletniej, w połowie XVII wieku w centrum Berlina utworzono obszar Friedrichswerder, nazwany tak na cześć Wielkiego Elektora Fryderyka Wilhelma I. Pracami budowlanymi na terenie tego obszaru kierował architekt Johann Gregor Memhardt. W uznaniu dla jego lojalnej służby, Wielki Elektor podarował Memhardtowi działkę, na której około 1653 roku wybudował dla siebie dwukondygnacyjny, barokowy dom. Dom ten był pierwszym kamiennym budynkiem powstałym na terenie Friedrichswerder. Po śmierci Memhardta w 1678 roku, jego dom rok później został sprzedany po czym w przeciągu XVIII wieku wielokrotnie zmieniał właścicieli.
W latach 1795–1796 nieco wtedy zaniedbany dom Memhardta został poddany gruntownej renowacji, po czym w 1799 roku urządzono w nim siedzibę dowódcy garnizonu berlińskiego. W latach 1873–1874 przeprowadzono przebudowę budynku, w ramach której usunięto dach czterospadowy i wybudowano w jego miejsce dodatkową kondygnację. Fasada gmachu zyskała neorenesansowy wygląd, zaś znajdujące się na niej boniowanie zostało rozciągnięte na wszystkie piętra. Na zwieńczeniu narożników ryzalitów  budynku umieszczono osiem rzeźb orłów, wykonanych z terakoty.

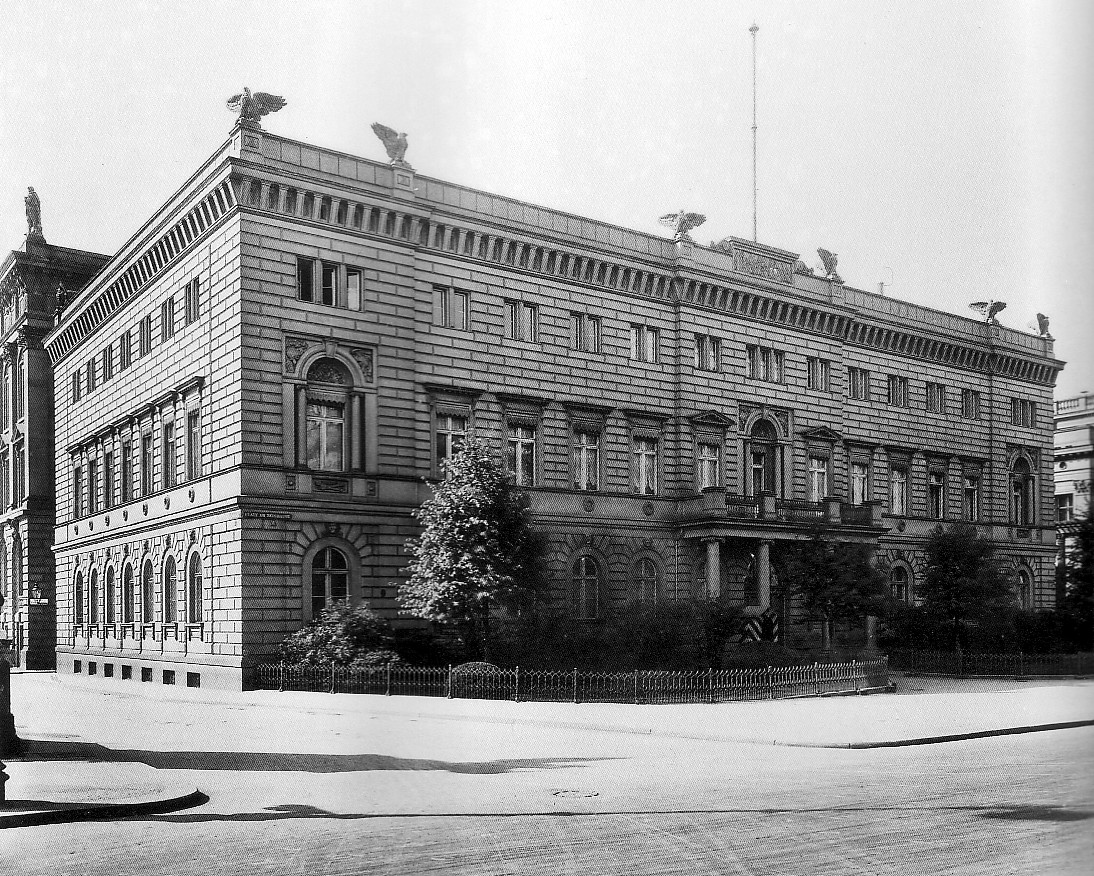
Budynek w 1910 roku

Podczas okupacji Berlina przez wojska francuskie w 1806 roku budynek był miejscem działalności pisarza Marie-Henriego Beylego (znanego pod pseudonimem „Stendhal”), pełniącego wtedy funkcję komisarza wojennego Francuzów.
Ostatnim dowódcą garnizonu, który rezydował w budynku był generał Paul von Hase, będący uczestnikiem spisku zakończonego ostatecznie nieudanym zamachem na Adolfa Hitlera 20 lipca 1944 roku. Po tym wydarzeniu generał został aresztowany, a następnie po pokazowym procesie stracony w więzieniu Plötzensee.
Podczas II wojny światowej, w 1945 roku Kommandantenhaus uległ znacznemu zniszczeniu i decyzją władz NRD pięć lat później został wyburzony. W latach 1964–1967 na terenie, na którym znajdował się zarówno ten budynek, jak i siedziba Berlińskiej Akademii Budownictwa wybudowano nowy gmach Ministerstwa Spraw Zagranicznych NRD. Po zjednoczeniu Niemiec, w 1995 roku przeprowadzono jego rozbiórkę, a następnie rozpoczęto dyskusję na temat nowego zagospodarowania terenu.

### Odbudowa
Latem 1999 roku Senat Berlina rozpisał konkurs architektoniczny na odbudowę Kommandantenhausu. Do konkursu przystąpił koncern medialny Bertelsmann, który w odtworzonym gmachu planował stworzyć miejsce służące wymianie poglądów politycznych, gospodarczych i kulturalnych. Bertelsmann przedstawił projekt autorstwa kolońskiego architekta Thomasa van den Valentyna, który w ocenie jury konkursu idealnie łączył historyczną architekturę z nowoczesnością, dlatego to właśnie jemu zostało przyznane zwycięstwo. W tym samym roku koncern nabył od Senatu Berlina za 12,7 miliona marek działkę o powierzchni 967 m², na której stał budynek.
Przed rozpoczęciem prac budowlanych, w listopadzie 2001 roku przeprowadzono wykopaliska archeologiczne przy fundamentach oryginalnego gmachu. W październiku 2002 roku rozpoczęła się rekonstrukcja historycznych fasad Kommandantenhausu, której projekt opracowało berlińskie biuro architektoniczne Stuhlemmer & Stuhlemmer na podstawie obrazu pomiarowego budynku z 1910 roku oraz około trzydziestu starych pocztówek i prywatnych fotografii. Do jej zrealizowania wykorzystano 138 tysięcy cegieł i 312 ton piaskowca. Repliki terakotowych rzeźb orłów wieńczących ryzality wykonał rzeźbiarz Karl Möpert, który w czasach istnienia NRD brał udział w pracach renowacyjnych przy zniszczonych podczas II wojny światowej budynkach Zeughaus i Kronprinzenpalais.
Przeznaczone na potrzeby berlińskiego przedstawicielstwa koncernu Bertelsmann wnętrza odbudowanego budynku, wśród których znajdują się hole, sale oraz wielkie foyer urządzono w oparciu o nowoczesną stylistykę. Od strony południowej gmachu zrealizowano ponadto ogród zimowy, ukryty za konstrukcją wykonaną ze stali i szkła.
6 listopada 2003 roku odbudowany Kommandantenhaus został oficjalnie otwarty. Całkowite koszty związane z odbudową wyniosły 22,1 miliona euro.